# Вулька-Жабна
Вулька-Жабна (пол. Wólka Żabna) — село в Польщі, у гміні Сташув Сташовського повіту Свентокшиського воєводства.
Населення — 135 осіб (2011).
У 1975-1998 роках село належало до Тарнобжезького воєводства.

## Демографія
Демографічна структура на день 31 березня 2011 року:
|          | Загалом | Допрацездатний вік | Працездатний вік | Постпрацездатний вік |
| -------- | ------- | ------------------ | ---------------- | -------------------- |
| Чоловіки | 70      | 18                 | 43               | 9                    |
| Жінки    | 65      | 11                 | 41               | 13                   |
| Разом    | 135     | 29                 | 84               | 22                   |